# 2674 Pandarus
2674 Pandarus este un asteroid descoperit pe 27 ianuarie 1982 de Oak Ridge Obs..